# Jordi Montull Bagur
Jordi Montull Bagur   (Barcelona, 14 d'octubre de 1942) és un empresari i executiu català, conegut per la seva participació juntament amb Fèlix Millet en el cas Palau. Està casat amb Mercè Mir Prieto i és pare de Gemma Montull Mir, també implicada en el cas Palau.

## Biografia
De professió agent immobiliari, a finals de la dècada de 1980 va començar a treballar com a col·laborador de Fèlix Millet al capdavant del Palau de la Música Catalana. Un cop esclatat el cas Palau, es va saber que també se'n beneficiava de la retirada de diners, així com d'un cotxe de gamma alta a càrrec de la institució.
De resultat del judici del cas Palau, fou condemnat a 7 anys i 6 mesos de presó, a més d'una multa de 2,9 milions, per malversació de diners públics, apropiació indeguda, falsedat en document mercantil, falsedat comptable, tràfic d'influències, blanqueig de diners, delicte contra la hisenda pública. A més, en la sentència també s'obligà conjuntament a Fèlix Millet i Jordi Montull a retornar 23 milions d'euros al Palau, que només van realitzar en una petita part.
L'any 2009 va publicar el llibre 30 anys d'il·lusions Palau de la Música Catalana, 1979-2009 : interioritats de les obres de restauració i ampliació